# Erase Me (album)
Erase Me è l'ottavo album in studio del gruppo musicale statunitense Underoath pubblicato il 6 aprile 2018 dalla Fearless Records.

## Tracce
1. It Has to Start Somewhere – 3:11
2. Rapture – 3:34
3. On My Teeth – 3:10
4. Wake Me – 3:40
5. Bloodlust – 3:32
6. Sink with You – 4:44
7. ihateit – 3:27
8. Hold Your Breath – 3:29
9. No Frame – 3:46
10. In Motion – 3:35
11. I Gave Up – 4:02

## Formazione
- Spencer Chamberlain - voce
- Aaron Gillespie - batteria, voce
- Timothy McTague - chitarra
- James Smith - chitarra
- Grant Brandell - basso
- Christopher Dudley - tastiere